# Listă de filme românești din 2013
Aceasta este o listă de filme românești din 2013:

## Lista
| Premiera mondială | Titlu    | Studio | Distribuție, echipa tehnică | Gen | Ref. |
| ----------------- | -------- | ------ | --------------------------- | --- | ---- |
|                   | Becoming |        | Andrei Sopon (regizor)      |     |      |
|                   | Boxed In |        | Ilinca Neagu (regizor)      |     |      |

- Domestic, de Adrian Sitaru [1][2]
- Domnișoara Christina, de Alexandru Maftei
- Poziția copilului, de Călin Peter Netzer
- Câinele japonez, de Tudor Cristian Jurgiu[3][4]
- Când se lasa seara peste Bucuresti sau Metabolism, de Corneliu Porumboiu
- Matei, copil miner, de Alexandra Gulea [5][6][7]
- Micul spartan, de Dragoș Iuga [8]
- Love Building, de Iulia Rugină [8]
- O vară foarte instabilă, de Anca Damian [8][9]
- Sunt o babă comunistă, de Stere Gulea [10][11]
- Roxanne, de Valentin Hotea [12][13][14]
- Puzzle pentru orbi, de Andrei Zincă

Filme de scurt metraj
- O umbră de nor, de Radu Jude [15][16]
- În acvariu, de Tudor Cristian Jurgiu [17][18]
- Bad Penny, de Andrei Crețulescu [19]
- Prietenie, baratsag, de Rusu Ionuț [19][20]
- Claudiu și crapii, de Andrei Tănase [19]
- La mulți ani!, de Armine Vosganian [19][21]
- Vocea a doua, Daniel Sandu [22]
- Marți, de Roxana Andrei [23]
- Trois Exercises, de Cristi Puiu
- Așteaptă-mă, de Cristi Balint [24]

Filme de scurt metraj de animație
- Ușor poate oricine, de Paul Mureșan [19]
- 2 (Doi), de Ilinca Šeda [19]

Documentare
- Exploratorul, de Titus Muntean și Xantus Gabor